# Châteauneuf-sur-Loire
Châteauneuf-sur-Loire là một xã trong tỉnh Loiret, thuộc vùng hành chính Centre-Val de Loire của nước Pháp, có dân số là 7032 người (thời điểm 1999). Châteauneuf nằm cạnh sông Loire, 25 km về phía đông của Orléans.

## Nhân khẩu học
| 1962  | 1968  | 1975  | 1982  | 1990  | 1999  |
| ----- | ----- | ----- | ----- | ----- | ----- |
| 4.350 | 4.850 | 5.528 | 5.998 | 6.558 | 7.032 |